# تخزين بيانات بصرية ثلاثية الأبعاد
كانت الأدوات التي تستخدم الضوء لكتابة وقراءة المعلومات الأساس في تخزين المعلومات على مدى عقدين من الزمن كانت الـ CDs (الأقراص المضغوطة) قد أحدثت ثورة في نظام حفظ المعلومات وذلك في مطلع الثمانينيات وذلك لمقدرتها على حفظ عدة ميغابايتات (Megabytes) على قرص بقطر 12 سنتيمتراً تقريباً وبسماكة حدود 1.2 مليمتر قد تصل حتى 783 ميغابايت.
وفي عام 1997 ظهر النموذج المطور من الـقرص مضغوط دعي (قرص التنوع الرقمي)، والذي يمكن من تخزين فيلم سينمائي كامل على قرص واحد.
و قد تمكنت شركة سوني (Sony) من التخطيط لإصدار أقراص مضغوطة (Compact Discs)
وهي اقراص دي في دي ذات سطح مزدوج يمكن أن يتسع لـ 15.9 GB من المعلومات والتي تعادل حوالي ثماني ساعات من الأفلام، إن سعات التخزين الاصطلاحية المتوسطة السابقة تلبي الحاجات التخزينية المطلوبة بهذا العصر.
لكن الحاجة إلى سعات كبيرة بالإضافة إلى سرعة النقل العالية والتوجه إلى استخدام النقل التفرعي دفع العلماء لإيجاد وسائط تخزين بصرية جديدة تدعى بالذواكر الهولوغرافية والتي سوف تقوم بتخزين المعلومات تحت سطح وسط التخزين وسوف تستخدم كل حجم هذا الوسط للتخزين وذلك بدلاً من استخدام سطح وسط التخزين فقط، أي تخزين ثلاثي البعد للمعلومات وبالتالي سوف هناك إمكانية لتخزين كمية أكبر من المعلومات في مساحة أصغر وهذا يؤدي إلى حدوث تبادل سريع للمعلومات.بحدود واحد جيغابايت في الثانية. 
و يقوم معهد JPL حالياُ بتصميم ذواكر ثلاثية الأبعاد تملك الخصائص التالية:
1- قابلية القراءة والكتابة.
2- سرعة نقل عالية.
3- كثافة سعة عالية وثابت ومضغوط.
5- عدم التأثر بالحقول الخارجية.
وقد تم اختيار هذه الميزات لتحقيق متطلبات وكالة Nasa للابحاث الفضائية.
الذواكر الهولوغرافية تقدم إمكانية (محتملة) لتخزين بحدود 1 تيرابايت (Terabyte) من المعلومات على مكعب من السكر البللوري (1 تيرابايت تعادل 1مليون ميغابايت أو 1 ترليون بايت)، أي معلومات تزيد عن قدرة 1000 قرص مضغوط على التخزين وهذا بالكاد يكافئ إمكانية التخزين بواسطة الذواكر الهولوغرافية.

## شعاع الليزر الآخر المفصول يدعى بالشعاع المرجع
يخرج من مقسم الأشعة ويتخذ طريقاً منفصلاً (مختلفاً)بحيث يكون متعامد مع شعاع الهدف باتجاه البلَّورة.
فيلتقي الشعاعان وتتم التداخل النموذجي.
يمكن أن يتم التقاط صورة التداخل بواسطة حساس الضوء الموجود في وسط مستودع البيانات في منطقة التراكب، وتكون النتيجة ما يسمى بالهولوغرام، والذي يمكن قراءته عن طريق استعمال ضوء مساو للمرجع الأصلي، وهنا تكون النتيجة صورة مطابقة للبيانات الأصلية.

## كيف تتم عملية الكتابة؟
لتخزين البيانات الرقمية ترمز على شعاع الهدف عن طريق المقسم الفراغي الضوئي (SLM) حيث يتم ترتيب المعلومات أو سلسلة من البتات على شكل صفحات.
هذه الأصفار والواحدات تحول إلى بكسلات (نقاط) إما(ممرة للضوء أو لا) وبذلك يتشكل لدينا شعاع مُشفر الذي يتداخل مع الشعاع المرجعي بداخل مادة التسجيل وهكذا تتم عملية التسجيل (الكتابة)

## كيف تتم عملية القراءة؟
يقوم الشعاع المرجعي بإعادة مصفوفة البتات المخزنة وهذه المصفوفة تسلط على كاشف بكسلات الذي يقرأ البيانات بشكل تفرعي.
تزودنا القراءة التفرعية بسرعة نقل كبيرة وصلت في مختبرات Inphase ما بين 10? 100 ميغابايت في الثانية.
قراءة المعلومات تعتمد بشكل واضح على خصائص الشعاع المرجعي على سبيل المثال إن تغير خصائص الشعاع المرجعي (زاوية الورود ،طول الموجة ،.....) عن الشعاع الوارد في حالة الكتابة سيؤدي إلى تغير البيانات المسترجعة أثناء عملية القراءة.
إن فرقاً بحدود جزء بالألف من المليمتر سوف يؤدي إلى فشل في عملية استعادة صفحة المعلومات.
إن التحدي الأساسي في تخزين البيانات الهيلوغروفية هو تطوير وسائط التخزين الهيلوغرافية التي يجب أن تتوافق مع مقاييس صارمة منها :
•التمتع بقدرة ميكانيكة كبيرة.....
•حساسية ضوئية عالية.
•استقرار في البنية والابعاد.
•تتمتع بقابلية تشويه ضئيلة عند القراءة.
•ذات ابعاد ميللي مترية.
•تتمتع باستقرار حراري كبير.
•صديقة للبيئة.

## ما هو شكل وسائط التخزين ؟
في مختبرات InPhase تم تصميم وسائط تخزين سميت باسم Tapestry TM media والتي هي نوع جديد من البوليمير الضوئي photopolymer)) حيث تعطي استجابة مرتفعة وحساسية ضوئية كبيرة وبسماكات ميلي مترية بالإضافة إلى أنها تبدي مجال ديناميكي أوسع من باقي الوسائط الهيلوغرافية، وحالياَ تمثل واحدة من أكثر أنظمة التخزين المتاحة التي يمكن التحكم بها من أجل تطبيقات التخزين الهيلوغرافي ذات الكثافة العالية.
إن هذه الوسائط نشأت من مزج مادتين مستقلتين ذات طبيعتين بوليميرية متلائمتين كيميائياَ.
وتتم عملية تشكل أقراص التخزين باستخدام أحد العناصر من خلال بلمرته بوسط مناسب لتشكل القالب لهذه الأوساط أما المادة الأخرى التي تكون حساسة للضوء تنحل في هذا القالب.
إن عملية تسجيل الهيلوغرام تحدث خلال القالب الفراغي البوليميري بالتأثير على المواد الحساسة للضوء وهذه الهيلوغرامات المتشكلة يكون لها نفس شكل النقش الضوئي المتداخل أثناء عملية الكتابة.
أي أنه إن في تكنولوجيات إنفيز يهدف لاستغلال أساس تكنولوجيا البوليمير والتي تسمي نظام الكيمائيين، وذلك بإحاطة مشكلة التشويش باستعمال مادة تقوم بتفريق العمليات الكيمائية عن بعضها البعض بحيث لا تصبح جميعها حساسة للضوء، ووفقاً لمستر لشيرس بفاف أحد مديري الشركة أن نموذج ال CD الأولي لإنفيز والذي يسمي (تايبستري) أي نسيج مطرز، يمكن أن يحتوي على 100 جيجابايت
كما يوجد نظرية أخرى تبنتها شركة IBM حيث أعلنت أنها قد قامت بتقديم المادة البلورية الشكل والتي تدعى (نيوبات الليثيوم).
ووفقاً لدكتور كوفال فان IBM قد قامت بصناعة منصات تجارب في مركز ألمادين للأبحاث في سان خوسي وكاليفورنيا، تستطيع منصات IBM أن تخزن نحو 390 بايت في المَيْكرون المربع (واحد من مليون من المتر) أما أقراص ال دي في دي بالمقارنة تمتلك مقدرة تخزين تبلغ خمسة بايت للميكرون مربع.
مع العلم بأن بعض الشركات تفضل بوليميرات حساس الضوء، لأن البوليمرات أكثر حساسية من الليثيوم نيوبات إلا أن البوليمرات تميل لتغير الحجم عند نقل الكيماويات الملازمة لتسجيل البيانات أو المعلومات التي تأخذ مكاناً في داخلها وبين جزيئاتها، وهذا يشوه الهولوغرامات في حين أن هذه المشكلة لا تقابلنا في حالة استخدام الليثيوم نيوبات
كما اتخذت شركة بولآيت للتكنولوجيات الواقعة في كامبيريدج في بريطانيا الدرب الثالث فجاءت أقراصها مغطاة بمادة زجاجية، بدلاً عن البلور أو البوليميرات ووفقا لمستر ميشيل ليدزيون، رئيس شركة بولآيت، إن أول إنتاج تستعمل فيه هذه التكنولوجيا سوف يكون قرص بسعة 500 جيجابايت، وسوف يكون في الأسواق خلال السنة القادمة
الشكل المبين يمثل سواقة المستخدمة
و وفقاَ لشركة إنفيز تعتقد أن التقدم الأمثل في وسائط التخزين وطرقه مقترنة بتطور الإمكانيات التجارية الحالية في أدوات هذا النظام التيأزالت العقبات التي كانت تمنع الاهتمام العملي والتطبيقي لهذه التقنية وفتحت المجال بشكل واسع لتجعل هذه التقنية الجيل التالي من تكنلوجيا التخزين.
إذا تم تخزين العديد من الصفحات على بلَّورة واحدة فإن طول كل هولوغرام(صورة هولوغرافية) سوف ينقص، إذا كانت هناك كمية كبيرة من الهولوغرامات مخزنة على بلَّورة ما.
وكان شعاع المرجع الوارد على البلًّورة لاستعادة هولوغرام ما ليس على زاوية دقيقة، فإنه سوف تتم استعادة الهولوغرام المطلوب إلى جانب أجزاء من هولوغرامات مجاورة.
بالإضافة إلى تجميع كل الأجزاء السابقة في منظومة منخفضة الثمن.
يثق المصممون والباحثون أن التقنيات سوف تتطور في السنين الاثنتين والثلاث القادمة بحيث سوف تتصدى للمشاكل السابقة وتحلها وبواسطة هذه التقنيات في الأسواق سوف يكون بإمكاننا أن نحصل على أول سواقة HDSS حيث سوف تكون هذه الأقراص المشابهة للـدي في ديs وبقدرة تخزين أكبر بـ27 مرة من قدرة تخزين قرص DVD بسعة 4.7GB المستعملة في الوقت الحالي، وسواقات التشغيل لها قدرة تبادل للمعلومات تفوق مثيلاتها في الـDVDs بـ25 مرة.

## استخدامات مخازن البيانات ثلاثية الأبعاد
يمكن أن تستخدم هذا النوع من الذواكر لتخزين المعلومات بكثافة عالية داخل البلورات، فتقنيات التخزين الحالية مثل البلو راي Blueray)) تصل حدا محدودا معينا حسب سطح وسائط التخزين بدلاً من سطح وسائط التخزين فقط.
في عام 2005 قامت شركات مثل شركة أوبتوير Optware وماكسيل Maxell بإنتاج 120 ملم طبقة تخزين بيانات (دسك) التي تستخدم أقراص التصوير المجسم لتخزين ما يقارب (3.9 TB – Terabyte) تك تسمية خطة التسويق الخاصة بهذا المنتج الجديد باسم اقراص التصوير المجسم.
الهولوجرام لا يمكن نسخه عن طريق آلات التصوير (Photocopiers) أو ماسحات الكومبيوتر الضوئية (Scanners) أو حتى تقنيات الطباعة مما يعني اننا أمام تقنية مذهلة قد تساهم في القضاء على العديد من حالات التزوير.

## أنظر أبضاً
- تصوير ثلاثي الأبعاد